# Geneva Open
Geneva Open, oficiálně Gonet Geneva Open, je profesionální tenisový turnaj mužů hraný ve švýcarské Ženevě, metropoli stejnojmenného nejzápadnějšího kantonu země. Probíhá v největším a nejstarším švýcarském tenisovém oddílu Tennis Club de Genève v Parc des Eaux-Vives na otevřených antukových dvorcích.
Turnaj byl založen v roce 1980. Mezi lety 1992–2014 se konal v ženevském areálu pouze challenger. V sezóně 2015 došlo k jeho obnovení v rámci okruhu ATP Tour, kde se zařadil do kategorie ATP Tour 250. V období 2016–2020 nesl název Banque Eric Sturdza Geneva Open. V létě 2020 se generálním partnerem stal soukromý bankovní dům Gonet & Cie SA.

## Historie
Geneva Open byl založen v roce 1980. Následujících devět sezón se hrál na okruhu Grand Prix. Po vzniku kalendáře ATP Tour roku 1990 se uskutečnily další dva ročníky jako součást nového mužského okruhu. Poté byl přeřazen do nižší úrovně challengerů. V listopadu 2014 řídící organizace ATP oznámila, že práva německého Düsseldorf Open, konaného dva roky, získala pro nezájem sponzorů od sezóny 2015 ženevská událost. V roce 2016 se generálním sponzorem stal bankovní dům Banque Eric Sturdza. Prezident firmy Eric Sturdza byl členem první desítky tenisového žebříčku Švýcarska a jeho bratr Dimitri Sturdza několikanásobným švýcarským mistrem v tenise a kapitánem daviscupového týmu v letech 1992–1993.
Na termínové listině je zařazen do dubna či května. Představuje přípravu na antukový grandslam French Open. Do soutěže dvouhry nastupuje dvacet osm hráčů a čtyřhry se účastní šestnáct párů. V premiérovém ročníku 2015 obnoveného turnaje přislíbil účast švýcarský hráč elitní světové pětky Stan Wawrinka, který prohrál ve čtvrtfinále s Argentincem Federicem Delbonisem. V roce 2016 si již připsal titul. Na Geneva Open 2021 poprvé v historii turnaje startoval 39letý Švýcar Roger Federer, který v rámci návratu na okruh prohrál svůj úvodní zápas se španělským antukářem Pablem Andújarem. Jednalo se o první Federerův zápas na antuce po téměř dvou letech.
V roce 2024 na ženevské antuce debutovala úřadující světová jednička Novak Djoković. Srb prohrál mezi poslední čtveřicí s Tomášem Macháčem, který na túře ATP poprvé postoupil do semifinále i finále dvouhry. Před Wawrinkou byl jediným vícenásobným vítězem dvouhry bývalý první hráč světa Mats Wilander, který triumfoval v letech 1982 a 1983. Dalšími tenisty, kteří získali titul a během kariéry vystoupali na čelo žebříčku ATP, se stali vítěz druhého ročníku Björn Borg a posledního – před obdobím challengerů, Thomas Muster. V roce 2024 se prvním trojnásobným šampionem stal Nor Casper Ruud. V roce 2025 vybojoval jubilejní 100. titul na okruhu ATP Tour Novak Djoković. V otevřené éře této hranice dosáhl jako třetí tenista a stal se i prvním, jenž vyhrál trofej ve dvaceti různých sezónách. Ve 38 letech představoval nejstaršího ženevského šampiona.

## Přehled finále

### Dvouhra
| Rok  | vítěz                           | finalista                       | výsledek                        |
| ---- | ------------------------------- | ------------------------------- | ------------------------------- |
| 1980 | Balázs Taróczy                  | Adriano Panatta                 | 6–3, 6–2                        |
| 1981 | Björn Borg                      | Tomáš Šmíd                      | 6–4, 6–3                        |
| 1982 | Mats Wilander                   | Tomáš Šmíd                      | 7–5, 4–6, 6–4                   |
| 1983 | Mats Wilander (2)               | Henrik Sundström                | 3–6, 6–1, 6–3                   |
| 1984 | Aaron Krickstein                | Henrik Sundström                | 6–7, 6–1, 6–4                   |
| 1985 | Tomáš Šmíd                      | Mats Wilander                   | 6–4, 6–4                        |
| 1986 | Henri Leconte                   | Thierry Tulasne                 | 7–5, 6–3                        |
| 1987 | Claudio Mezzadri                | Tomáš Šmíd                      | 6–4, 7–5                        |
| 1988 | Marián Vajda                    | Kent Carlsson                   | 6–4, 6–4                        |
| 1989 | Marc Rosset                     | Guillermo Pérez-Roldán          | 6–4, 7–5                        |
| 1990 | Horst Skoff                     | Sergi Bruguera                  | 7–6, 7–6                        |
| 1991 | Thomas Muster                   | Horst Skoff                     | 6–2, 6–4                        |
| 1992 | hrán challenger                 | hrán challenger                 | hrán challenger                 |
| 2014 | hrán challenger                 | hrán challenger                 | hrán challenger                 |
| 2015 | Thomaz Bellucci                 | João Sousa                      | 7–6(7–4), 6–4                   |
| 2016 | Stan Wawrinka                   | Marin Čilić                     | 6–4, 7–6(13–11)                 |
| 2017 | Stan Wawrinka (2)               | Mischa Zverev                   | 4–6, 6–3, 6–3                   |
| 2018 | Márton Fucsovics                | Peter Gojowczyk                 | 6–2, 6–2                        |
| 2019 | Alexander Zverev                | Nicolás Jarry                   | 6–3, 3–6, 7–6(10–8)             |
| 2020 | zrušeno pro pandemii koronaviru | zrušeno pro pandemii koronaviru | zrušeno pro pandemii koronaviru |
| 2021 | Casper Ruud                     | Denis Shapovalov                | 7–6(8–6), 6–4                   |
| 2022 | Casper Ruud (2)                 | João Sousa                      | 7–6(7–3), 4–6, 7–6(7–1)         |
| 2023 | Nicolás Jarry                   | Grigor Dimitrov                 | 7–6(7–1), 6–1                   |
| 2024 | Casper Ruud (3)                 | Tomáš Macháč                    | 7–5, 6–3                        |
| 2025 | Novak Djoković                  | Hubert Hurkacz                  | 7–5, 6–7(2–7), 6–7(2–7)         |

### Čtyřhra
| Rok  | vítězové                           | finalisté                              | výsledek                        |
| ---- | ---------------------------------- | -------------------------------------- | ------------------------------- |
| 1980 | Željko Franulović Balázs Taróczy   | Heinz Günthardt Markus Günthardt       | 6–4, 4–6, 6–4                   |
| 1981 | Heinz Günthardt Balázs Taróczy (2) | Pavel Složil Tomáš Šmíd                | 6–4, 3–6, 6–2                   |
| 1982 | Pavel Složil Tomáš Šmíd            | Carl Limberger Mike Myburg             | 6–4, 6–0                        |
| 1983 | Stanislav Birner Blaine Willenborg | Joakim Nyström Mats Wilander           | 6–1, 2–6, 6–3                   |
| 1984 | Michael Mortensen Mats Wilander    | Libor Pimek Tomáš Šmíd                 | 6–1, 3–6, 7–5                   |
| 1985 | Sergio Casal Emilio Sánchez        | Carlos Kirmayr Cassio Motta            | 6–4, 4–6, 7–5                   |
| 1986 | Andreas Maurer Jörgen Windahl      | Gustavo Luza Gustavo Tiberti           | 6–4, 3–6, 6–4                   |
| 1987 | Ricardo Acioly Luiz Mattar         | Mansour Bahrami Diego Pérez            | 3–6, 6–4, 6–2                   |
| 1988 | Mansour Bahrami Tomáš Šmíd (2)     | Gustavo Luza Guillermo Pérez-Roldán    | 6–4, 6–3                        |
| 1989 | Andrés Gómez Alberto Mancini       | Mansour Bahrami Guillermo Pérez-Roldán | 6–3, 7–5                        |
| 1990 | Pablo Albano David Engel           | Neil Borwick David Lewis               | 6–3, 7–6                        |
| 1991 | Sergi Bruguera Marc Rosset         | Per Henricsson Ola Jonsson             | 3–6, 6–3, 6–2                   |
| 1992 | hrán challenger                    | hrán challenger                        | hrán challenger                 |
| 2014 | hrán challenger                    | hrán challenger                        | hrán challenger                 |
| 2015 | Juan Sebastián Cabal Robert Farah  | Raven Klaasen Lu Jan-sun               | 7–5, 4–6, [10–7]                |
| 2016 | Steve Johnson Sam Querrey          | Raven Klaasen Rajeev Ram               | 6–4, 6–1                        |
| 2017 | Jean-Julien Rojer Horia Tecău      | Juan Sebastián Cabal Robert Farah      | 2–6, 7–6(11–9), [10–6]          |
| 2018 | Oliver Marach Mate Pavić           | Ivan Dodig Rajeev Ram                  | 3–6, 7–6(7–3), [11–9]           |
| 2019 | Oliver Marach (2) Mate Pavić (2)   | Matthew Ebden Robert Lindstedt         | 6–4, 6–4                        |
| 2020 | zrušeno pro pandemii koronaviru    | zrušeno pro pandemii koronaviru        | zrušeno pro pandemii koronaviru |
| 2021 | John Peers Michael Venus           | Simone Bolelli Máximo González         | 6–2, 7–5                        |
| 2022 | Nikola Mektić Mate Pavić (3)       | Pablo Andújar Matwé Middelkoop         | 2–6, 6–2, [10–3]                |
| 2023 | Jamie Murray Michael Venus (2)     | Marcel Granollers Horacio Zeballos     | 7–6(8–6), 7–6(7–3)              |
| 2024 | Marcelo Arévalo Mate Pavić (4)     | Lloyd Glasspool Jean-Julien Rojer      | 7–6(7–2), 7–5                   |
| 2025 | Sadio Doumbia Fabien Reboul        | Ariel Behar Joran Vliegen              | 6–7(4–7), 6–4, [11–9]           |

## Rekordy
| Dvouhra                  | Dvouhra  | Dvouhra                                 |
| Rekord                   | Rekord   | držitelé rekordu                        |
| ------------------------ | -------- | --------------------------------------- |
| Nejvíce titulů           | 3        | Casper Ruud                             |
| Nejvíce titulů v řadě    | 2        | Mats Wilander Stan Wawrinka Casper Ruud |
| Nejvíce finále           | 4        | Tomáš Šmíd                              |
| Nejvíce vyhraných zápasů | 18       | Tomáš Šmíd                              |
| Nejstarší vítěz          | 38 let   | Novak Djoković (2025)                   |
| Nejmladší vítěz          | 17 let   | Aaron Krickstein (1984)                 |
| Nejvýše postavený vítěz  | 2. ATP   | Björn Borg (1981)                       |
| Nejníže postavený vítěz  | 157. ATP | Marc Rosset (1989)                      |
| Čtyřhra                  |          |                                         |
| Nejvíce titulů           | 4        | Mate Pavić                              |
| Nejvíce párových titulů  | 2        | Oliver Marach Mate Pavić                |